# كريستيان كراخت
كريستيان كراخت (بالألمانية: Christian Kracht) (و. 1966  م) هو صحفي، وكاتب، وكاتب خيال علمي من سويسرا، وألمانيا.

## التعليم
تعلم في كلية سارة لورانس، ومدرسة قلعة سالم ‏، وLakefield College School ‏.

## أعمال بارزة
من أهم أعماله:
- 1979.

## جوائز
حصل على جوائز منها:
- Swiss Book Prize [الإنجليزية]‏، عن عمل: The Dead (Kracht novel) [الإنجليزية]‏ (2015)
- جائزة هرمان هيسه [الإنجليزية]‏ (2015)
- Preis der deutschen Filmkritik [الإنجليزية]‏، عن عمل: Finsterworld [الإنجليزية]‏ (2012)
- Wilhelm Raabe Literature Prize [الإنجليزية]‏، عن عمل: Imperium (Kracht novel) [الإنجليزية]‏ (2011)
- Phantastik-Preis der Stadt Wetzlar [الإنجليزية]‏ (2008)
- Axel-Springer-Preis [الإنجليزية]‏ (1992).

## وصلات خارجية
- كريستيان كراخت على موقع IMDb (الإنجليزية)
- كريستيان كراخت على موقع مونزينجر (الألمانية)
- كريستيان كراخت على موقع ألو سيني (الفرنسية)
- كريستيان كراخت على موقع ميوزك برينز (الإنجليزية)
- كريستيان كراخت على موقع ديسكوغز (الإنجليزية)
- كريستيان كراخت على موقع قاعدة بيانات الفيلم (الإنجليزية)
- كريستيان كراخت على موقع كينوبويسك (الروسية)

- كريستيان كراخت في قاعدة بيانات الأفلام على الإنترنت